# رفيع كوهن (لاعب كرة قدم إسرائيلي)
رفيع كوهن (بالعبرية: רפי כהן‏) هو لاعب كرة قدم إسرائيلي في مركز الهجوم، ولد في 21 أغسطس 1974 في طيرة الكرمل في إسرائيل. لعب مع اتحاد أبناء سخنين ومكابي حيفا ونادي هبوعيل أم الفحم وهبوعيل شباب طمره.